# La roba

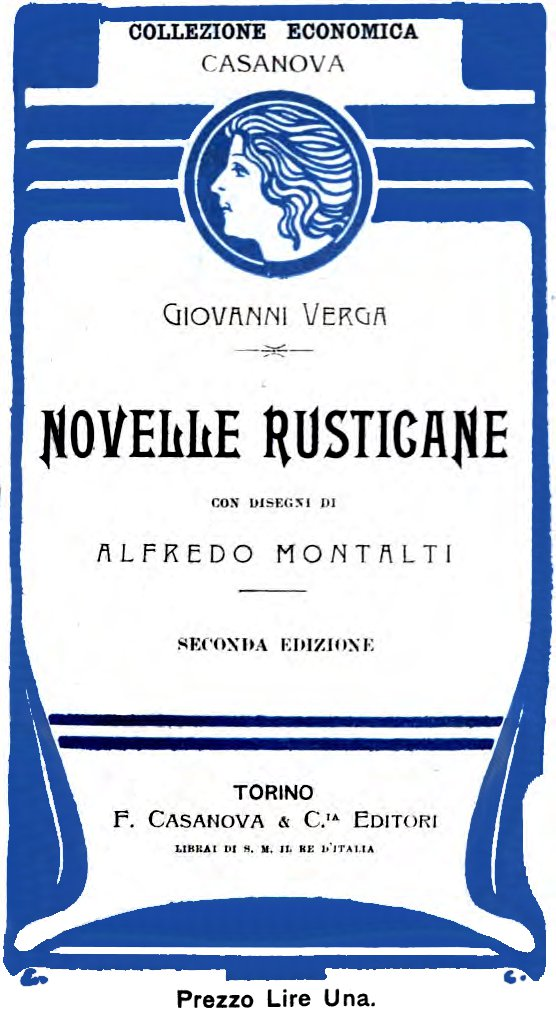
Le novelle rusticane di Verga - La roba è il VII racconto

La roba è una novella di Giovanni Verga pubblicata per la prima volta sulla rivista La Rassegna Settimanale nel 1880, poi successivamente compresa nella raccolta Novelle rusticane (1883).

## Trama
A Francofonte, in contrada Passaneto, un bracciante, Mazzarò, grazie alla sua intelligenza ed attraverso l'utilizzo di imbrogli, riesce ad appropriarsi delle terre del padrone (un ricco barone) lasciando a quest'ultimo solo il proprio stemma.
Mazzarò diventa ricco ma avaro, è severo con i suoi mezzadri e il suo unico scopo è possedere così tanta terra da eguagliare quella del re: lavora alacremente nel tempo della raccolta delle olive, sorvegliando anche di persona il magazzino per preservarlo dai ladri, si affanna a fare i conti per le spese della produzione e su quanto spendere per nutrire i dipendenti dei suoi vastissimi campi, in compenso vive modestamente in casa. Divenuto vecchio, pensando che la morte sia ormai vicina, è disperato perché sa di non poter portare con sé le ricchezze accumulate ed infine uccide gli animali delle sue proprietà percuotendoli con un bastone e gridando: "Roba mia, vientene con me!".

## Contenuti e tecniche narrative
Nella novella, un abbozzo del successivo Mastro-don Gesualdo,  si trovano diversi esempi di una delle tecniche narrative usate dallo scrittore Verga e cioè la tecnica dello straniamento, che, definita teoricamente dai formalisti russi degli anni '20, serve per narrare un avvenimento o descrivere un personaggio utilizzando un punto di vista estraneo all'oggetto. Si crea così nel lettore un senso di disorientamento, perché questi non ravvisa nel racconto la tradizionale presentazione dei valori codificati, trasmessi da un narratore diegetico, onnisciente, ma si trova faccia a faccia con il fatto nudo e crudo e con il modo di pensare di Mazzarò, o con quello di un narratore interno al mondo rappresentato.
Il narratore in questa novella non dimostra mai riprovazione nei confronti del personaggio principale, Mazzarò, e dei sistemi che ha usato per divenire ricco, mai riprovazione per la sua avarizia, per la sua aridità sentimentale, per la sua brutalità nei confronti dei lavoranti, per la disumanità verso i fittavoli rovinati dalla sua avarizia di usuraio.
Mazzarò appare talvolta quasi eroico o degno di lode, così come appare ridicolo nel finale. Anche qui come nella "Lupa", il narratore popolare sembra condividere la mentalità ed i valori del popolo, nel modo in cui vede il protagonista.

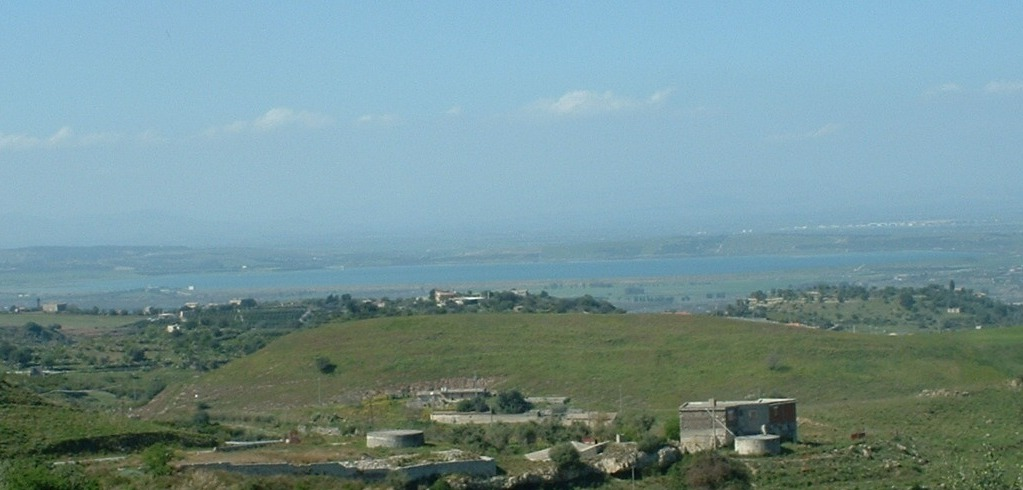
Il Biviere di Lentini

Come ne “L'amante di Gramigna” si immagina qualcuno che va in giro e domanda di chi siano i possedimenti che incontra lungo il cammino: 
“Il viandante che andava lungo il Biviere di Lentini, steso là come un pezzo di mare morto, e le stoppie riarse della Piana di Catania, e gli aranci sempre verdi di Francofonte, e i sugheri grigi di Resecone, e i pascoli deserti di Passaneto e di Passanitello, se domandava, per ingannare la noia della lunga strada polverosa, sotto il cielo fosco dal caldo, nell'ora in cui i campanelli della lettiga suonano tristamente nell'immensa campagna, e i muli lasciano ciondolare il capo e la coda, e il lettighiere canta la sua canzone malinconica per non lasciarsi vincere dal sonno della malaria: - Qui di chi è? -, sentiva rispondersi: - Di Mazzarò -. E passando vicino a una fattoria grande quanto un paese, coi magazzini che sembrano chiese, e le galline a stormi accoccolate all'ombra del pozzo, e le donne che si mettevano la mano sugli occhi per vedere chi passava: - E qui? - Di Mazzarò -. [...] Pareva che Mazzarò fosse disteso tutto grande per quanto era grande la terra, e che gli si camminasse sulla pancia. Invece egli era un omiciattolo, diceva il lettighiere, che non gli avreste dato un baiocco, a vederlo; e di grasso non aveva altro che la pancia, e non si sapeva come facesse a riempirla, perché non mangiava altro che due soldi di pane; e sì ch'era ricco come un maiale; ma aveva la testa ch'era un brillante, quell'uomo”.
In questa novella non vi è un punto di vista privilegiato, tutti raccontano e dicono la loro. Il lettore vede anche il punto di vista di Mazzarò che si leva il pane di bocca per amore della roba; un uomo senza vizi ma anche senza affetti:
“… Non aveva il vizio del giuoco, né quello delle donne. Di donne non aveva mai avuto sulle spalle che sua madre, la quale gli era costata anche 12 tarì, quando aveva dovuto farla portare al camposanto”. Rifiuta le banconote perché per lui ha valore solo la moneta
“… Del resto a lui non gliene importava del denaro; diceva che non era roba, e appena metteva insieme una certa somma, comprava subito un pezzo di terra; perché voleva arrivare ad avere della terra quanta ne ha il re, ed esser meglio del re, ché il re non può né venderla, né dire ch'è sua”.
In un certo senso in Mazzarò c'è il riscatto del povero bracciante che tutti pigliavano a calci ma che poi diviene ricco.
“… Tutta quella roba se l'era fatta lui, colle sue mani e colla sua testa, col non dormire la notte, col prendere la febbre dal batticuore o dalla malaria, coll'affaticarsi dall'alba a sera, e andare in giro, sotto il sole e sotto la pioggia, col logorare i suoi stivali e le sue mule - egli solo non si logorava, pensando alla sua roba, ch'era tutto quello ch'ei avesse al mondo; perché non aveva né figli, né nipoti, né parenti; non aveva altro che la sua roba. Quando uno è fatto così, vuol dire che è fatto per la roba”.
La ricchezza di Mazzarò, però, non serve al miglioramento sociale, non serve a creare una vera classe borghese soddisfatta di sé e dei propri valori, crea soltanto altri vinti. Mazzarò non forma una famiglia, non crea una nuova dinastia di proprietari perché per lui l'unico valore è la roba, che nemmeno si gode appieno (è ricco ma vive con semplicità, avaro com'è rimasto) e che non può portare con sé nell'aldilà: per questo si dispera e vuole che la roba muoia con lui.
“… E stava delle ore seduto sul corbello, col mento nelle mani, a guardare le sue vigne che gli verdeggiavano sotto gli occhi, e i campi che ondeggiavano di spighe come un mare, e gli oliveti che velavano la montagna come una nebbia, e se un ragazzo seminudo gli passava dinanzi, curvo sotto il peso come un asino stanco, gli lanciava il suo bastone fra le gambe, per invidia, e borbottava: - Guardate chi ha i giorni lunghi! Costui che non ha niente! -
Sicché quando gli dissero che era tempo di lasciare la sua roba, per pensare all'anima, uscì nel cortile come un pazzo, barcollando, e andava ammazzando a colpi di bastone le sue anitre e i suoi tacchini, e strillava: - Roba mia, vientene con me!”.

## Influenza culturale
Il rapper Caparezza si ispira a questa novella per la canzone Ninna nanna di Mazzarò, presente nell'album Habemus Capa.